# San José de los Carpinteros (título cardenalicio)
San José de los Carpinteros es un título cardenalicio diaconal de la Iglesia Católica. Fue instituido por el papa Benedicto XVI en 2012.

## Titulares
- Francesco Coccopalmerio (12 de febrero de 2012-4 de marzo de 2022); título pro hac vice desde el 4 de marzo de 2022